# 520 Franziska
520 Franziska је астероид главног астероидног појаса са пречником од приближно 28,67 km.
Афел астероида је на удаљености од 3,329 астрономских јединица (АЈ) од Сунца, а перихел на 2,683 АЈ.
Ексцентрицитет орбите износи 0,107, инклинација (нагиб) орбите у односу на раван еклиптике 10,961 степени, а орбитални период износи 1904,333 дана (5,213 година).
Апсолутна магнитуда астероида је 10,61 а геометријски албедо 0,122.
Астероид је откривен 27. октобра 1903. године.